# Różanowice
Różanowice [pronunciación en polaco: /ruʐUnɔˈvit͡sɛ/] es un pueblo ubicado en el distrito administrativo de Gmina Krzyżanów, dentro del Distrito de Kutno, Voivodato de Łódź, en Polonia central. Se encuentra aproximadamente a 8 kilómetros al sureste de Kutno y a 47 kilómetros al norte de la capital regional Łódź.